# Rijstevlaai

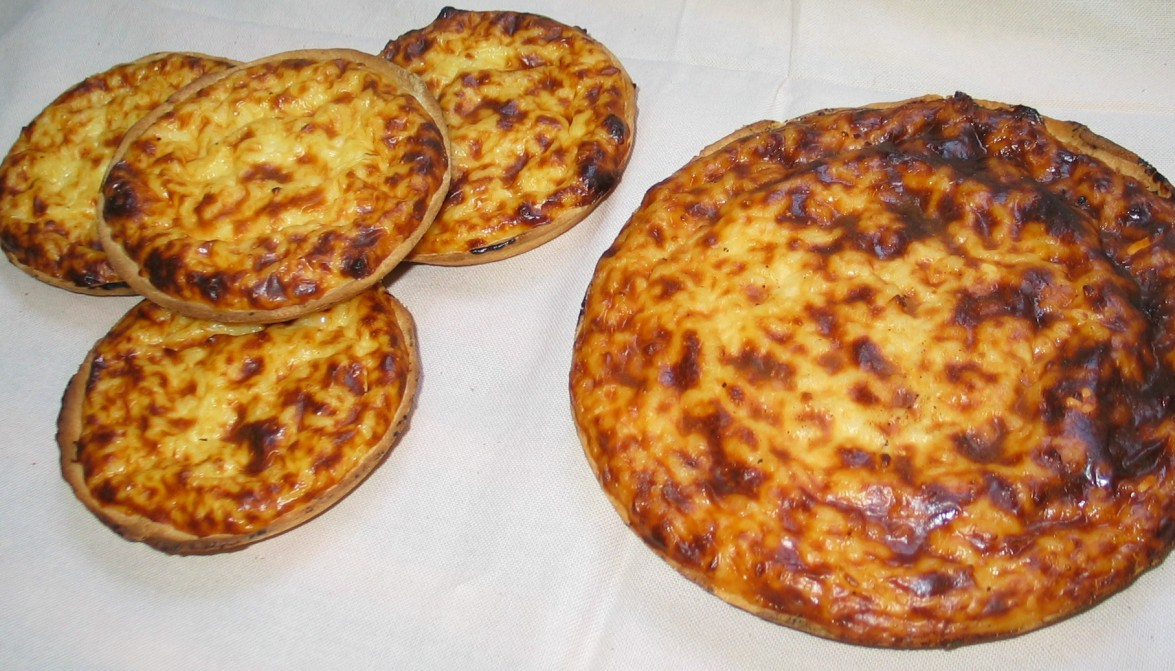
Rijstevlaai

Rijstevlaai of rijsttaart is een vlaaisoort, die met name veel in de Euregio Maas-Rijn gegeten wordt. Er bestaan verschillende recepten voor een vlaai met rijst.
De vlaai bestaat uit twee componenten, namelijk de bodem en de vulling. Deze worden apart bereid, en de bodem wordt apart gebakken in de oven.
De vlaai wordt vaak afgerond met een laag slagroom en chocoladesnippers of chocoladeschaafsel, dat op de 'kale' of met wat resterend deeg van de bodem afgedekte vulling wordt aangebracht.

## Bereiding
De bodem wordt gemaakt van warme melk met gist, dat samen met bloem, boter en suiker en ei tot een deeg wordt gekneed. Dit deeg wordt gerezen.
Voor de vulling wordt dessertrijst met melk in een uur tot een pap gekookt. Dan wordt het met geklopt eigeel gemengd, en gemengd met opgeklopt eiwit. Dit wordt over de bodem verdeeld, en in de oven in een half uur gebakken. 